# 苏菲恩·巴卡利
苏菲恩·巴卡利（阿拉伯語：سفيان البقالي，1996年1月7日—）是一名摩洛哥男子障碍跑运动员。他代表他的国家参加了2016年夏季奥林匹克运动会，排名第四位。他赢得了2017年世界田径锦标赛的银牌和2019年世界田径锦标赛的铜牌。2021年8月2日，他在2020年夏季奧林匹克運動會田徑比賽男子3000公尺障礙賽赢得金牌。